# Attica (Indiana)
Attica é uma cidade localizada no estado americano de Indiana, no Condado de Fountain.

## Demografia
Segundo o censo americano de 2000, a sua população era de 3491 habitantes. 
Em 2006, foi estimada uma população de 3385, um decréscimo de 106 (-3.0%).

## Geografia
De acordo com o United States Census Bureau tem uma área de 3,9 km², dos quais 3,9 km² cobertos por terra e 0,0 km² cobertos por água. Attica localiza-se a aproximadamente 166 m acima do nível do mar.

## Localidades na vizinhança
O diagrama seguinte representa as localidades num raio de 20 km ao redor de Attica. 